# Toby Gualter
Toby Gualter (27 novembre 2000) è un mezzofondista e fondista di corsa in montagna neozelandese.

## Palmarès
| Anno | Manifestazione                | Sede               | Evento        | Risultato | Prestazione | Note |
| ---- | ----------------------------- | ------------------ | ------------- | --------- | ----------- | ---- |
| 2019 | Mondiali di corsa in montagna | Villa La Angostura | Corsa U20     | 7º        | 33'10"      |      |
| 2019 | Mondiali di cross             | Aarhus             | Corsa U20     | 84º       | 24'12"      |      |
| 2025 | Giochi mondiali universitari  | Reno-Ruhr          | 5000 m piani  | 13º       | 15'05"00    |      |
| 2025 | Giochi mondiali universitari  | Reno-Ruhr          | 10000 m piani | dq        | dq          |      |

## Campionati nazionali
2019
- Oro ai campionati neozelandesi under-20, 5000 m piani - 15'51"97

2022
- 4º ai campionati neozelandesi di corsa campestre - 31'56"

2025
- Oro ai campionati neozelandesi, 10000 m piani - 29'08"72
- Argento ai campionati neozelandesi, 5000 m piani - 13'47"06
- 5º ai campionati neozelandesi, 3000 m piani - 8'00"30
- Oro ai campionati neozelandesi di 5 km su strada - 14'12"